# Scintille di musica
Scintille di musica (Étincelles de musique) est un ouvrage théorique sur la musique en italien de Giovanni Maria Lanfranco, imprimée à Brescia en 1533.

## Contenu
L'œuvre est axée sur la pratique et se distingue par une présentation claire, car elle est également destinée à être utilisée par les débutants en musique. Sont traités la solmisation, les modes, le contrepoint, l'instrumentation, la notation carrée et la notation mesurée ; ce dernier, pour la première fois, avec des règles pour le figuralisme. Gioseffo Zarlino a repris en partie la formulation les règles du figuralisme. Le traité couvre également l'accord des instruments où le concept de tempérament égal est anticipé. Lanfranco différencie pour la première fois, les principes musicaux par genre et par des phases historiques. La partie médiévale spéculative de l'histoire de la musique est montrée brièvement.
Le texte est précédé d'une table détaillant les quatre parties. 
Un exemplaire est détenu par la British Library, un autre par la BN d'Espagne.
Le titre complet figurant sur la page de titre est « Scintille di musica di Giovan Maria Lanfranco da Terentio Parmegiano che mostrano a leggere il canto fermo, & figurato, gli accideti delle note misurate, le proportioni, i tuoni, il contrapunto, et la divisione del monochordo, cõ la accordatura de varii instrumenti, dalla quale nasce un modo, onde ciascu per se stesso imparare potra le voci di la, sol, fa, mi, re ut ».

## Liens contextuels
- Liste d'ouvrages sur la théorie et l'histoire de la musique
- Le istitutioni harmoniche
- Franchini Gaffurio
- Gioseffo Zarlino